# Erika Dienstl
Erika Dienstl (* 1. Februar 1930 in Aachen) war bis 2001 14 Jahre lang Präsidentin des Deutschen Fechter-Bundes. Von 1982 bis 2002 war sie Vizepräsidentin des Deutschen Sportbundes.
Im Alter von sechs Jahren begann Erika Dienstl im „Allgemeinen Turnverein Stolberg-Atsch“ mit Gymnastik. Ab 1952 startete sie ihre sportliche Karriere als aktive Fechterin.
Seit 1963 ist sie in der Sportpolitik aktiv. Zunächst für zwei Jahre als Jugendwartin des Rheinischen Fechterbundes, dann als Jugendwartin im Deutschen Fechter-Bund. 16 Jahre lang (1970–1986) gehörte sie dem Vorstand des Verbandes als Vizepräsidentin an, bevor sie den Vorsitz übernahm.
In der von Josef Neckermann ins Leben gerufenen Stiftung Deutsche Sporthilfe ist sie ebenso aktiv wie im Deutschen Sportbund. In beiden Institutionen war Erika Dienstl als Vizevorsitzende tätig.
1995 wurde sie in die Kommission Sport und Umwelt des Internationalen Olympischen Komitees berufen. 1999 Jahr glänzte Dienstl mit einem Vortrag beim Weltkongress Sport und Umwelt in Rio de Janeiro.
Ausgezeichnet wurde Erika Dienstl am 15. Juni 1977 mit dem Bundesverdienstkreuz am Bande, am 10. April 1984 mit dem Bundesverdienstkreuz 1. Klasse und 1996 mit dem „Großen Bundesverdienstkreuz“, dem Ehrenbrief des Deutschen Turner-Bundes und 1997 mit dem Olympischen Orden in Silber des IOC (die höchste internationale Sportauszeichnung). Nach ihrem Ausscheiden aus dem Amt der Präsidentin des Deutschen Fechter-Bundes wurde sie zur Ehrenpräsidentin dieses Verbandes ernannt. Im September 2010 wurde Erika Dienstl mit dem „Ehrensäbel des Europäischen Fechtverbandes“ ausgezeichnet.
Ihr aktueller Wohnort ist Stolberg (Rhld.) in der Städteregion Aachen.
| Personendaten    | Personendaten                                                        |
| ---------------- | -------------------------------------------------------------------- |
| NAME             | Dienstl, Erika                                                       |
| KURZBESCHREIBUNG | deutsche Sportfunktionärin, Präsidentin des Deutschen Fechter-Bundes |
| GEBURTSDATUM     | 1. Februar 1930                                                      |
| GEBURTSORT       | Aachen                                                               |